# Michelle Ng (Schauspielerin)
Michelle S. Ng (* 1987 in Singapur) ist eine chinesische Theater- und Filmschauspielerin, Filmproduzentin, Fernsehmoderatorin und Model.

## Leben
Michelle Ng wurde gegen Ende der 1980er Jahre in Singapur geboren, wo sie auch aufwuchs. Sie spricht Mandarin und Englisch als Muttersprachen sowie Filipino fließend. Bereits mit 16 Jahren entschied sie für sich, Schauspielerin werden zu wollen. Seit 2002 ist sie als Schauspielerin tätig und sie wirkte an Produktionen in Singapur, Malaysia, Japan, Vancouver und Los Angeles mit. 2010 wirkte sie in 12 Ausgaben der Reality-Show The Amazing Race Asia mit. 2011 zog sie auf die Philippinen, wo sie innerhalb eines Jahres Filipino lernte und mehrere Jahre als Moderatorin für den Musiksender Myx arbeitete.
Nach ihrem Umzug in die Vereinigten Staaten besuchte sie die American Academy of Dramatic Arts-Los Angeles. Nach Besetzungen in einer Reihe von Kurzfilmen und der Verkörperung der Daphne in vier Episoden der Mini-Serie The Naked Truth of Asian Girls erhielt sie 2020 in dem Film Evil Takes Root eine Sprechrolle. Ein Jahr zuvor wirkte sie als Produzentin an Fight Night – Überleben ist alles mit. 2021 verkörperte sie in U.Z.L.A. die Rolle der Hanna und war außerdem als Filmproduzentin tätig. Im selben Jahr war sie im Science-Fiction-Film 2021 – War of the Worlds: Invasion from Mars in der Rolle der Robin Tyler zu sehen und produzierte den Tierhorrorfilm Swim – Schwimm um dein Leben! und den Thriller A Stalker in the House. Danach produzierte sie für das Filmstudio The Asylum unter anderen die Low-Budget-Filme Time Pirates, Megaquake – Kalifornien am Abgrund, Ice Storm – Der Beginn einer neuen Eiszeit und Methgator.

## Filmografie (Auswahl)

### Schauspiel
- 2006: The Trainee (Kurzfilm)
- 2009: Mu dan (Kurzfilm)
- 2009: Kissing Faces (Kurzfilm)
- 2010: Kichigai (Kurzfilm)
- 2010: A Glimpse of Stocking (Kurzfilm)
- 2015: The Naked Truth of Asian Girls (Mini-Serie, 4 Episoden)
- 2015: Pains of the Past (Kurzfilm)
- 2016: When Purple Mountain Burns (Kurzfilm)
- 2018: Umaru and the Phantom Killer (Kurzfilm)
- 2020: Vanish (Kurzfilm)
- 2020: Evil Takes Root (Sprechrolle)
- 2020: A Rabbit’s Foot in the Forest (Kurzfilm)
- 2021: U.Z.L.A.
- 2021: 2021 – War of the Worlds: Invasion from Mars (Alien Conquest)
- 2021: A Stalker in the House
- 2021: A Daughter’s Deceit (Fernsehfilm)
- 2022: Maneater
- 2022: Lord of the Streets
- 2022: 2025 Armageddon – Willkommen im Multiversum (2025 Armageddon)
- 2023: U.Z.L.A.
- 2023: Blind Waters
- 2023: Prick (Kurzfilm)
- 2025: Great White Waters

### Produktion
- 2019: Fight Night – Überleben ist alles (Kiss Kiss)
- 2021: U.Z.L.A.
- 2021: Swim – Schwimm um dein Leben! (Swim)
- 2021: A Stalker in the House
- 2022: A Tale of Two Guns
- 2022: Maneater
- 2022: The Most Dangerous Game
- 2022: Time Pirates
- 2022: Megaquake – Kalifornien am Abgrund (20.0 Megaquake)
- 2022: Aisle Be Home for Christmas
- 2023: Ice Storm – Der Beginn einer neuen Eiszeit (Ice Storm, Fernsehfilm)
- 2023: Methgator
- 2023: Dante’s Hotel
- 2023–2024: Women of Wrestling (Fernsehserie, 22 Episoden)
- 2024: Prepare to Die
- 2024: Continental Split
- 2024: Shark Warning
- 2024: Dear Husband, Do You Remember Me? (Fernsehserie)
- 2025: Great White Waters

## Theater (Auswahl)
- The Crucible, Regie: Timothy Landfield, American Academy
- Separate Tables, Regie: Ben Martin, American Academy
- The Country Club, Regie: David Bottrell, American Academy
- The American Daughter, Regie: Scott Reiniger, American Academy